# Piton Maïdo (fromage)
Pour les articles homonymes, voir Maïdo.
 (mai 2025).
Si vous disposez d'ouvrages ou d'articles de référence ou si vous connaissez des sites web de qualité traitant du thème abordé ici, merci de compléter l'article en donnant les références utiles à sa vérifiabilité et en les liant à la section « Notes et références ».
Le Piton Maïdo est un fromage au lait de vache à pâte pressée produit à La Réunion. Son nom renvoie au Maïdo, l'un des sommets montagneux remarquables de cette île française du sud-ouest de l'océan Indien.